# Erling Skakke

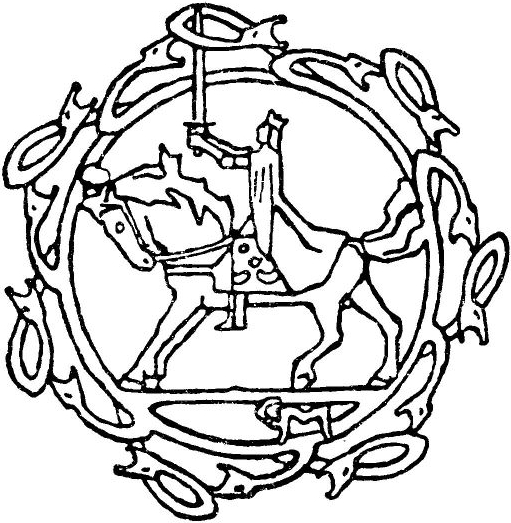
Magnus Erlingsson

Erling Skakke (Etne, 1115 – 18 giugno 1179) è stato un conte norvegese.

## Biografia
Era il padre di Magnus V di Norvegia e accrebbe il proprio prestigio partecipando alla crociata insieme a Rögnvald Kali Kolsson, conte di Orkney, dal 1152 al 1155.
Dapprima salpò per la Terra santa, poi raggiunse Costantinopoli, infine visitò Roma. 
Nel corso di una battaglia in Sicilia con i guerrieri arabi, riportò un taglio al collo che gli recise un nervo: da allora dovette portare sempre il collo inclinato. Da questa sua caratteristica derivò il soprannome skakke.
Sposò Kristina, figlia di Sigurd I di Norvegia, da cui ebbe un figlio.
Erling era al servizio del re Inge I di Norvegia dopo la morte del re nel 1161 riuscì a far eleggere il figlio Magnus Erlingsson re di Norvegia: l'incoronazione avvenne nel 1163, all'età di otto anni. Erling prese il titolo di conte e mantenne il potere sul regno anche dopo la maggiore età del figlio.
Nel 1166, mentre Erling si trovava in Danimarca, Sigurd Agnhatt e suo figlio Olav Ugjæva sollevarono una rivolta a Oppland, durante la quale venne proclamato re Olav. 
Olav era il figlio di Maria Øysteinsdotter, figlia dell'ex re Øystein I di Norvegia. Quando Erling tornò in Norvegia per combattere questa rivolta, Olav e i suoi uomini gli tesero un agguato a Rydjokul. Erling fu ferito e riuscì a sfuggire. Nel 1168 Olav e i suoi uomini si avventurarono verso sud fino alla zona di Oslofjord, ma vennero sconfitti in battaglia a Stanger. Sigurd fu ucciso in battaglia, ma Olav fuggì e andò in Danimarca.
Quando Sverre Sigurdsson si mise a capo di una rivolta a Birkebeiner, Erling dovette di nuovo tornare a combattere ma cadde in battaglia a Nidaros nel 1179. 
Nel 1164 fondò un monastero a Halsnoy, un monastero di canonici agostiniani.